# موسع هيجار

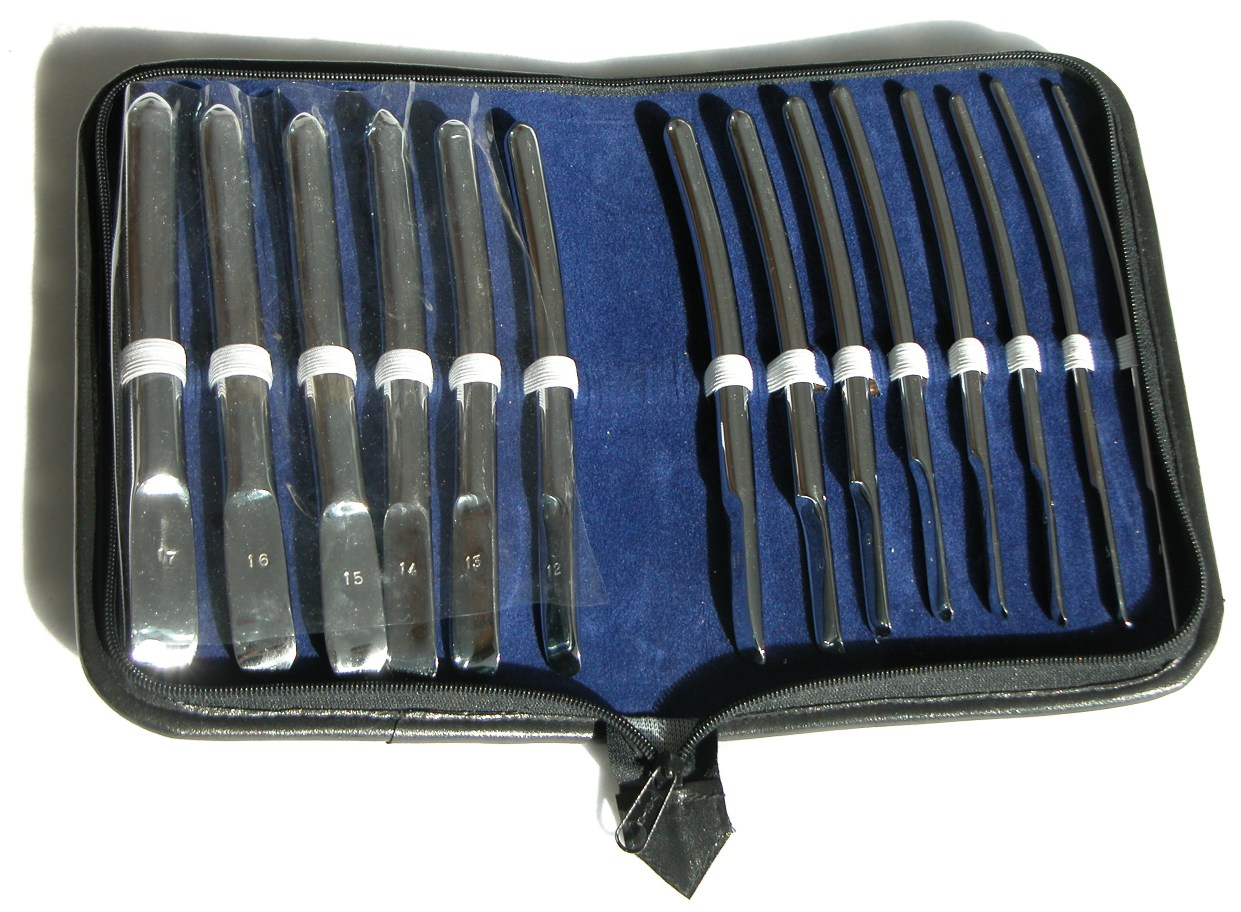
مجموعة من موسعات هيجار من 4 هيجار إلى 17 (من اليمين إلى اليسار)

موسعات هيجار (بالإنجليزية: Hegar dilators)‏ هي موسعات تستخدم لعلاج التشنج المهبلي، ولحث تمدد عنق الرحم، ولإجراءات زرع القضيب القابل للنفخ. 

## الوصف
طُورت موسعات هيغار بواسطة ألفريد هيجار في عام 1879، وعادةً ما تكون الموسعات عبارة عن مجموعة من قضبان معدنية بأقطار متزايدة من بضعة ملليمترات إلى 26 ملليمتر، حيث تكون القضبان مستديرة ومنحنية قليلًا ولها طرف مخروطي، وتحتوي بعض المجموعات على أطراف مخروطية بكلتا النهايتين، بينما تحتوي مجموعات أخرى على نهاية واحدة مسطحة للمعالجة، ويتم تمييز موسعات هيجار برقم هيجار الذي يعادل 0.5 ملليمتر.

## استخدامها في علاج التشنج المهبلي
تستخدم موسعات هيجار لعلاج التشنج المهبلي (المعروف أيضًا باسم اضطراب آلام الحوض الوراثي).  حيث تستخدم الإناث المصابات بالتهاب المهبل موسعات هيجار ذات الحجم المتزايد تدريجياً ويليها الاختراق من الزوج.

## استخدامها في إجراءات عنق الرحم
تستخدم موسعات هيجار للحث على تمدد عنق الرحم من أجل الدخول إلى داخل الرحم.
أثناء عملية التمدد قد يكون من الضروري تثبيت عنق الرحم بخطاف، ثم يتم إدخال الموسع ببطء في قناة عنق الرحم باستخدام مزلق(مادة زيتية) بدءًا بقضيب رفيع قليل عدد هيجار ويتقدم تدريجياً إلى أعداد أكبر، ويمكن أيضا أن تستخدم الموسعات لسماع الرحم.
تستخدم موسعات هيجار على نطاق واسع في أمراض النساء لفتح عنق الرحم، وقد يكون هذا ضروريًا قبل كشط الرحم أو الخزعة، ووجدوا أيضا تطبيق لها في إدارة التشنج المهبلي أو تضيق غشاء البكارة، كما أنها تستخدم للتغلب على التضيق في حالات غير أمراض النساء كما هو الحال في طب الجهاز البولي وطب المستقيم والشرج.
كما تم استخدام القضبان اللامينارية لفتح عنق الرحم ولكنها تعمل ببطء لأن حجمها يزيد بامتصاص الماء.

## استخدامها في إجراء زرع القضيب
يتم استخدام موسعات هيجار (عادة الأحجام 11 و12) أثناء إدخال اسطوانتين داخل الجسم داخل الجسم الكهفى للقضيب كجزء من عملية زرع القضيب القابل للنفخ؛ حيث يتم نفخ هذه الأسطوانات وتفريغها بواسطة مضخة تعمل على تحريك المحاليل المالحة المعقمة تحت الضغط الواقع بين المستودع الممسك والأسطوانات، مما يؤدي إلى نفخ أو نزع الانتصاب من القضيب.